# Овчаров, Олег Андреевич
Олег Андреевич Овчаров (род. 10 июня 1968, Грозный, Чечено-Ингушская АССР, РСФСР, СССР) — священнослужитель Русской православной церкви, иерей; протопресвитер военного и морского духовенства, председатель Синодального отдела по взаимодействию с Вооружёнными силами и правоохранительными органами. Настоятель храма Благовещения Пресвятой Богородицы при бывших казармах Сапёрного батальона города Москвы. Подполковник юстиции запаса.
Тезоименитство — 20 сентября (3 октября) (память преподобного и благоверного князя Олега Брянского).

## Биография
Родился 10 июня 1968 года в городе Грозный, в православной семье. В 1971 году был крещён в храме Архангела Михаила города Грозного.
В 1985—1987 годах обучался в Ленинградском инженерно-строительном институте по специальности «инженер-конструктор». В 1987—1989 годах служил в рядах Вооружённых сил СССР.
В 1989—1994 годах обучался в Военной академии экономики, финансов и права ВС РФ по специальности «юриспруденция». В 1994—1997 годах нёс военную службу в качестве начальника юридической службы Группы Российских войск в Закавказье.
В 1997—2000 годах обучался в адъюнктуре Военного университета Министерства обороны РФ, и по окончании обучения защитив кандидатскую диссертацию «Правовые основы организации и деятельности юридической службы военного округа Вооруженных Сил Российской Федерации» и получил учёную степень кандидата юридических наук.
В 1997—2017 годах — преподаватель кафедры военной администрации, административного и финансового права в Военном университете Минобороны РФ.
В 2004 году, в Военном университете Минобороны РФ прошёл программу профессиональной переподготовки специалистов для выполнения нового вида профессиональной деятельности в сфере педагогики высшей школы, в 2010 году — переподготовку в области юриспруденции, и в 2017 году — переподготовку по программе «Педагогика высшей школы».
В 2010—2014 годах обучался в Центре духовного образования военнослужащих при Православном Свято-Тихоновском гуманитарном университете по программе профессиональной переподготовки «Религиоведение».
В 2016—2019 годах заочно обучался в Общецерковной аспирантуре и докторантуре.
В 2018—2019 годах заочно обучался в Ярославской духовной семинарии.
В 2010—2018 годах прислуживал алтарником в храме преподобных Зосимы и Савватия в Гольянове города Москвы.
И 24 июня 2018 года митрополитом Ярославский и Ростовским Пантелеимоном (Долгановым) рукоположен в сан диакона, а 29 июля того же года — в сан пресвитера.
6 сентября 2018 года назначен настоятелем храма святителя Петра, митрополита Московского в селе Львы и храма преподобного Сергия Радонежского села Деболовское Ростовского района Ярославской области.
С 2019 года стал старшим преподавателем Ярославской духовной семинарии.
29 декабря 2020 года решением Священного Синода Русской православной церкви назначен ректором Ярославской духовной семинарии.
18 января 2021 года награждён сразу тремя богослужебными наградами: набедренником, камилавкой и золотым наперсным крестом.
20 января 2021 года назначен настоятелем храма Державной иконы Божией Матери города Ростова Великого, с освобождением от должности настоятеля Сергиевского храма села Деболовское и должности настоятеля храма Петра Митрополита села Львы Ростовского района.
13 апреля 2021 года решением Священного Синода Русской православной церкви был назначен заместителем председателя Синодального отдела по взаимодействию с Вооруженными силами и правоохранительными органами.
24 сентября 2021 года решением Священного Синода Русской православной церкви назначен первым заместителем председателя Синодального отдела по взаимодействию с Вооруженными силами и правоохранительными органами, с освобождением от должности ректора Ярославской духовной семинарии.
И с октября 2021 года патриархом Кириллом назначен исполняющим обязанности настоятеля храма Благовещения Пресвятой Богородицы при бывших казармах Сапёрного батальона города Москвы.
27 мая 2022 года решением Священного Синода Русской православной церкви назначен председателем Синодального отдела по взаимодействию с Вооруженными силами и правоохранительными органами, став одновременно по должности членом Высшего Церковного Совета Русской Православной Церкви.
7 июня 2022 года решением Священного Синода Русской православной церкви назначен на должность протопресвитера военного и морского духовенства (на срок исполнения обязанностей председателя Военного отдела).
15 июня 2022 года указом Патриарха Кирилла назначен ключарём Патриаршего собора Воскресения Христова — главного храма Вооруженных сил РФ. Оставался в данной должности до ключарем до 28 марта 2023 года.
23 января 2023 года, на фоне вторжения России на Украину, попал в санкционный список Украины.
5 апреля 2023 года указом Патриарха Кирилла назначен и. о. заместителя председателя Синодального отдела по взаимодействию с Вооружёнными силами и правоохранительными органами. 16 мая 2023 года Священный Синод утвердил решение Патриарха Кирилла об освобождении от должности председателя и назначении и. о. заместителя председателя Синодального отдела по взаимодействию с Вооруженными силами и правоохранительными органами, а 27 декабря 2023 года Олег Андреевич назначен заместителем председателя этого отдела.

## Семья
Женат, имеет 6-х детей.

## Награды
Богослужебные награды:
- Набедренник (18 января 2021);
- Камилавка (18 января 2021);
- Золотой наперсный крест (18 января 2021).

## Публикации
- Правовое обеспечение командования в военком округе: вопросы совершенствования // Право в Вооруженных Силах, № 12, 1998. — С. 58-60.
- Юридическая служба военного округа и ее роль в обеспечении экологической безопасности в местах дислокации воинских частей // Вторая экологическая конференция молодых ученых (студентов и аспирантов), посвященная Всемирному дню окружающей Среды: Сб. тезисов выступлений. — М.: МГТУ, 1998. — С. 159—161.
- Роль юридической службы военного округа в правовом обеспечении безопасности человека. // Безопасность военной службы. Материалы научной конференции «Правовое обеспечение безопасности человека». Секция военного права. — М.: ВУ, 1998. — С. 101—107.
- Оперативное право по законодательству США и России (сравнительный анализ и вопросы применения) // Право в Вооруженных Силах. 1999. — № 10. — С. 53—56. (соавтор Н. В. Курило)
- Несколько слов о несовершенстве уголовного законодательства России: в части уклонения от прохождения военной и альтернативной гражданской службы // Военно-юридический журнал 2006. — № 7. — С. 21-23.
- Некоторые изменения правового регулирования проезда на транспорте военнослужащих и их влияние на военное дело // Военно-юридический журнал. 2006. — № 6. — С. 15-17
- Некоторые вопросы подготовки кадров для военно-правовой работы // Российский военно-правовой сборник № 10:175 лет военно-юридическому образованию в Росси. Серия «Право в вооруженных силах-консультант». — М.: «За права военнослужащих», 2007. — С. 45-52.
- Влияние гражданско-правовых начал на военное законодательство России и его уголовно-правовые последствия // Военная мысль. 2008. — № 6. — С. 67-80.
- Проблемы совершенствования взаимодействия военных и религиозных организаций // Право в Вооруженных Силах. 2008. — № 9. — С. 104—107.
- Цели и законодательные основы сотрудничества армии и Церкви // Право в Вооруженных Силах. 2008. — № 11 (137). — С. 113—116.
- Влияние гражданско-правовых начал на военное законодательство России и его уголовно-правовые последствия // Военная мысль. — 2009. — № 6. — С. 67-80.
- Правовые вопросы восстановления института военного духовенства России // Право в Вооруженных Силах. Военно-правовое обозрение. 2010. — № 3. — С. 33-36
- Международно-правовой статус духовного персонала воюющих держав // Военно-юридический журнал. 2012. — № 12. — С. 13-16.
- Свобода религии военнослужащих по международному праву и российскому законодательству // Военно-юридический журнал. 2012. — № 11. — С. 2-5. (соавтор: Лисниченко Д. Н.)
- К вопросу о правовой работе в сфере государственно-церковных отношений (военно-правовой и научно-богословский аспекты) // Общественные науки. 2015. — № 5. — С. 24-36. (соавтор: Прокофьев А. В.)
- К вопросу о богословско-правовой работе по противодействию религиозному экстремизму (военно-правовой аспект) // Общественные науки. 2015. — № 3. — С. 41-69. (соавтор: Прокофьев А. В.)
- Правовая работа италии и германии в области государственно-церковных отношений (военно-правовой аспект) // Общественные науки. 2015. — № 2. — С. 49-78. (соавтор: Прокофьев А. В.)
- Система правовой работы в военной организации и система управления качеством (сравнительно-правовой анализ) // Военное право. 2015. — № 4 (36). — С. 49-54. (соавтор: Брылёв П. В.)
- Из истории военноправовой работы в россии в досоветский период // Вестник военного права. 2016. — № 4. — С. 31-41. (соавтор: Панкратов В. Н.)
- Некоторые положения конституции россии с позиции правовой работы в области обороны: системноправовой и научнобогословский анализ // Вестник военного права. 2016. — № 2. — С. 60-66.
- О дальнейшем совершенствовании правовой работы в области военноцерковных отношений // Вестник военного права. 2016. — № 1. — С. 103—108. (соавтор: Щукина В. В.)
- К вопросу о соотношении понятий «национальная безопасность» и «правовая работа» // Транспортное право и безопасность. 2016. — № 2 (2). — С. 124—134.
- Проблемы правовой работы при отделении религиозных объединений от государства в условиях военной организации и пути их решения // Военное право. 2016. — № 4 (40). — С. 30-40.
- К проблеме совершенствования правовой работы по противодействию терроризму (военно-правовой и религиозный аспекты) // Военное право. 2016. — № 3 (39). — С. 33-38.
- Внеочередное и первоочередное предоставление жилья военнослужащим: проблемы совершенствования правовой работы в области военно-жилищных правоотношений с учётом духовного фактора // Право в Вооруженных Силах — Военно-правовое обозрение. 2016. — № 9-10 (230, 231). — С. 23-30.
- Право на получение жилья по избранному после увольнения месту жительства: вопросы совершенствования правовой работы в области военно-жилищных правоотношений // Право в Вооруженных Силах — Военно-правовое обозрение. 2016. — № 6 (228). — С. 32-38.
- Некоторые вопросы правовой работы, связанной с зачислением военнослужащих в распоряжение командира // Право в Вооруженных Силах — Военно-правовое обозрение. 2016. — № 2 (224). — С. 6-14.
- Сущность правовой работы и её значение в организации обороны (военно-правовое и научно-богословское исследование) // Военное право. 2017. — № 6 (46). — С. 21-29.
- Проблемы юрисдикции в деятельности военного духовенства и пути их решения (вопросы совершенствования правовой работы) // Военное право. 2017. — № 5 (45). — С. 143—150.
- Психолого-правовая работа военного духовенства в военное время (военно-правовое и научно-богословское исследование) // Военное право. 2017. — № 4 (44). — С. 17-25. (соавтор: Солонина С. Н.)
- Правовая работа по совершенствованию государственно-церковных отношений в области обороны с учетом опыта италии (военно-правовое и научно-богословское исследование) // Военное право. 2017. — № 3 (43). — С. 213—220.
- Проблемы регулирования государственно-церковных отношений в области обороны: вопросы совершенствования правовой работы (военно-правовое и научно-богословское исследование) // Военное право. 2017. — № 1 (41). — С. 66-76.
- Правовой статус военного духовенства в России и США: проблемы совершенствования правовой работы // Военно-юридический журнал, 2017. — № 3. — С. 18-23.
- О некоторых проблемах военно-церковного правотворчества в деятельности военного духовенства (вопросы совершенствования правовой работы) // Право в Вооруженных Силах — Военно-правовое обозрение. 2017. — № 9 (242). — С. 107—113.
- К проблеме систематизации военно-церковных норм и правового регулирования деятельности военного духовенства (вопросы совершенствования правовой работы) // Право в Вооруженных Силах. 2017. — № 8. — С. 113—119.
- Правовая работа по совершенствованию деятельности военного духовенства в боевых условиях // Право в Вооруженных Силах — Военно-правовое обозрение. 2017. — № 6 (239). — С. 105—111.
- Правовая работа по решению проблем имущественных взаимоотношений военных и религиозных организаций // Право в Вооруженных Силах — Военно-правовое обозрение. 2017. — № 5 (238). — С. 117—124.
- Научно-практический комментарий к указу президента Российской Федерации от 2 января 2017 года № 5 о внесении изменений в положение о порядке прохождения военной службы и в дисциплинарный устав вооруженных сил российской федерации // Право в Вооруженных Силах — Военно-правовое обозрение. 2017. — № 4 (237). — С. 12-22.
- Правовая работа в области военно-служебных отношений военного духовенства сша, англии и канады // Право в Вооруженных Силах — Военно-правовое обозрение. 2017. — № 3 (236). — С. 117—124.
- Правовые проблемы службы военного духовенства: правовая работа по совершенствованию военно-религиозных правоотношений // Право в Вооруженных Силах — Военно-правовое обозрение. 2017. — № 2 (235). — С. 102—108.
- О некоторых проблемах военно-церковного правотворчества в деятельности военного духовенства (вопросы совершенствования правовой работы) (продолжение, начало см. в № 11) // Право в Вооруженных Силах — Военно-правовое обозрение. 2017. — № 12 (245). — С. 112—119.
- О некоторых проблемах военно-церковного правотворчества в деятельности военного духовенства (вопросы совершенствования правовой работы) // Право в Вооруженных Силах — Военно-правовое обозрение. 2017. — № 11 (244). — С. 117—124.
- Проблемы организации деятельности военного духовенства по военному законодательству и пути их решения (вопросы совершенствования правовой работы) // Право в Вооруженных Силах — Военно-правовое обозрение. 2017. — № 10 (243). — С. 112—115.
- К проблеме реализации командиром полномочий в области религиозных правоотношений (вопросы совершенствования правовой работы) // Право в Вооруженных Силах — Военно-правовое обозрение. 2017. — № 1 (234). — С. 117—124.
- Понятие и признаки военного духовенства (духовного персонала) по международному гуманитарному праву (вопросы совершенствования правовой работы в войсках) // Военное право. 2018. — № 5 (51). — С. 182—190.
- Правовые основы деятельности военного духовенства Греции и Израиля (вопросы совершенствования правовой работы) // Военное право. 2018. — № 4 (50). — С. 269—277.
- Проблемы правовой работы по совершенствованию деятельности военного духовенства и пути их решения с учётом опыта Норвегии // Военное право. 2018. — № 3 (49). — С. 289—295.
- Правовая работа по совершенствованию деятельности военного духовенства с учётом опыта мусульманских стран // Военное право. 2018. — № 2 (48). — С. 231—234. (соавтор: Прокофьев А. В.)
- Роль и место военного духовенства в бою: психолого-правовые аспекты деятельности // Военное право. 2018. — № 1 (47). — С. 280—287. (соавтор: Солонина С. Н.)
- Договорно-правовые основы деятельности военного духовенства Германии (вопросы совершенствования правовой работы) // Право в Вооруженных Силах — Военно-правовое обозрение. 2018. — № 7 (252). — С. 114—120.
- Правовые формы участия военного духовенства Германии в повышении морально-психологического состояния войск (вопросы совершенствования правовой работы) // Право в Вооруженных Силах — Военно-правовое обозрение. 2018. — № 6 (251). — С. 118—124.
- Правовые основы деятельности военного духовенства Германии (вопросы совершенствования правовой работы) // Право в Вооруженных Силах — Военно-правовое обозрение. 2018. — № 5 (250). — С. 110—116.
- Законодательные основы деятельности военного духовенства Германии (вопросы совершенствования правовой работы) // Право в Вооруженных Силах — Военно-правовое обозрение. 2018. — № 4 (249). — С. 111—116.
- Правовая работа по противодействию религиозной ненависти и вражде в войсках с участием военного духовенства // Право в Вооруженных Силах — Военно-правовое обозрение. 2018. — № 3 (248). — С. 113—119.
- Правовые основы деятельности военного духовенства в России: история и современность // igpran.ru, 15.05.2018
- Современные угрозы религиозного экстремизма и проблемы законодательного закрепления деятельности военного духовенства в России (вопросы совершенствования правовой работы) // Право в Вооруженных Силах — Военно-правовое обозрение. 2018. — № 2 (247). — С. 117—124.
- О некоторых проблемах военно-церковного правотворчества в деятельности военного духовенства (вопросы совершенствования правовой работы) (окончание, начало в № 11, 12 за 2017 г.) // Право в Вооруженных Силах — Военно-правовое обозрение. 2018. — № 1 (246). — С. 117—123
- Правовая работа и кадровые проблемы её обеспечения в вооружённых силах России // В сборнике: Актуальные вопросы правового регулирования подготовки военно-обученного резерва для органов военной юстиции. Материалы межвузовского «круглого стола», приуроченного к 15-летию создания военной кафедры при Российском государственном университете правосудия. Москва, 2018. — С. 68-74
- К истории правового регулирования деятельности военного духовенства (вопросы совершенствования правовой работы) // Военное право. 2019. — № 1 (53). — С. 26-34
- Религиозные права российских военнослужащих в контексте национальной безопасности // Право и государство: теория и практика. 2019. — № 3 (171). — С. 17-25 (соавторы: Старцун В. Н., Агамиров К. В.)
- Правовое просвещение и особенности его осуществления в войсках военным духовенством (вопросы совершенствования правовой работы). Часть 1 // Право в Вооруженных Силах — Военно-правовое обозрение. 2019. — № 6 (263). — С. 98-104
- Правовое просвещение и особенности его осуществления в войсках военным духовенством (вопросы совершенствования правовой работы). Часть 2 // Право в Вооруженных Силах — Военно-правовое обозрение. 2019. — № 7 (264). — С. 85-91
- Правовое просвещение и особенности его осуществления в войсках военным духовенством (вопросы совершенствования правовой работы). Часть 3 // Право в Вооруженных Силах — Военно-правовое обозрение. 2019. — № 9 (266). — С. 91-96
- Военное духовенство Греции, Сербии и Польши: вопросы совершенствования правовой работы // Вестник Ярославской духовной семинарии. 2020. — № 2. — С. 112—121
- К истории становления правового института военного духовенства в России. часть 1 // Право в Вооруженных Силах — Военно-правовое обозрение. 2020. — № 3 (272). — С. 91-96
- К истории становления правового института военного духовенства в России. часть 2 // Право в Вооруженных Силах — Военно-правовое обозрение. 2020. — № 4 (273). — С. 90-96
- К истории становления правового института военного духовенства в России. часть 3 // Право в Вооруженных Силах — Военно-правовое обозрение. 2020. — № 7 (276). — С. 91-96
- К истории становления правового института военного духовенства в России. часть 4 // Право в Вооруженных Силах — Военно-правовое обозрение. 2020. — № 8 (277). — С. 91-96
- Аннотация на монографии иерея Овчарова О. А., кандидата юридических наук // Вестник Ярославской духовной семинарии. 2021. — № 3. — С. 144—147
- К проблеме организационно-правовых основ определения численности военного духовенства // Вестник Ярославской духовной семинарии. 2021. — № 3. — С. 120—125
- К проблеме организационно-правовых основ определения структуры военного духовенства в современной России. Часть 1 // Право в Вооруженных Силах — Военно-правовое обозрение. 2021. — № 8 (289). — С. 92-96
- К проблеме организационно-правовых основ определения структуры военного духовенства в современной России. часть 2 // Право в Вооруженных Силах — Военно-правовое обозрение. 2021. — № 9 (290). — С. 91-96
- Военное духовенство в контексте конституции России и новой стратегии национальной безопасности России. Часть 1 // Право в Вооруженных Силах — Военно-правовое обозрение. 2021. — № 10 (291). — С. 87-92
- Военное духовенство в контексте конституции России и новой стратегии национальной безопасности России. Часть 2 // Право в Вооруженных Силах — Военно-правовое обозрение. 2022. — № 1 (294). — С. 89-95
- Военное духовенство в контексте конституции России и новой стратегии национальной безопасности России. Часть 3 // Право в Вооруженных Силах — Военно-правовое обозрение. 2022. — № 6 (299). — С. 97-104
- К проблеме совершенствования института военного духовенства как продукта симфонии церковной и государственной власти (с учетом опыта специальной военной операции) // Теологический вестник Смоленской православной духовной семинарии. — 2025. — № 2 (27). — С. 205—219.